# Madrid (Colima)
Madrid es una pequeña localidad del municipio de Tecomán, Colima, México localizado entre la ciudad de Tecomán y el poblado de Coquimatlán. Su población es en su mayoría campesina y ganadera y su población es aproximadamente 3,531 habitantes. 
Madrid está localizado a 170 metros de altitud y es una de las localidades más importantes del municipio de Tecomán. Antes de ser poblado fue fundado con el nombre de La Madrid, debido a que fue fundado sobre las ruinas de una antigua hacienda, la hacienda La Madrid, de donde proviene una de las familias más poderosas de la región, pues es ahí donde se asentó tiempo atrás para luego habitar en la capital colimense. A esa familia pertenecen personajes de la historia regional y nacional como el coronel Mariano de la Madrid, Miguel de la Madrid Guerrero, Enrique O. de la Madrid, Miguel de la Madrid Hurtado y Mario de la Madrid. De dicha Hacienda solo quedan unas cuantas ruinas y acueductos.

## Sitios turísticos y producción
Esta localidad es muy conocida por sus grandes cantidades de producción, principalmente el limón, papaya, mango, guanábano, tamarindo, etc. tiene sitios turísticos como son el balneario ojo de agua y la presa.

## Instituciones públicas y privadas
1.-Kinder "Enrique Flores Magon".
2.-Escuela "Crecencio Figueroa Diaz".
3.-Escuela "Leopoldo Caraballo turno vespertino".
4.-Escuela "Leopoldo Caraballo turno matutino".
3.-Secundaria técnico # 10.
4.-Bachillerato técnico # 24 de la Universidad de Colima.

## Instituciones políticas y financieras
1.- H. Junta Municipal (Madrid).
2.- Ejido Montecristo.
3.- Ejido el Rosario.
4.- inst. caja popular la providencia, s.c de A.P. de R.L de C.V.